# Warburtonella coongiensis
Warburtonella coongiensis (лат.) — вид полимеридных трилобитов, живших на территории современной Австралии в конце кембрийского периода. Единственный вид в роде Warburtonella.

## История изучения
Ископаемые остатки были обнаружены в фуронгских отложениях бурильной скважины Куонги 1, бассейн реки Уорбертон, штат Южная Австралия, Австралия. В 2009 году Сан Сяовэнь и Яго Джеймс Б. описали вид. Также в скважине были найдены остатки других представителей небольшой трилобитовой фауны: Oncagnostus species cp. Oncagnostus hoi,  Oncagnostus species cp. Strictagnostus species и Neoagnostus species cp. Neoagnostus clavus.